# Freestyle Motocross

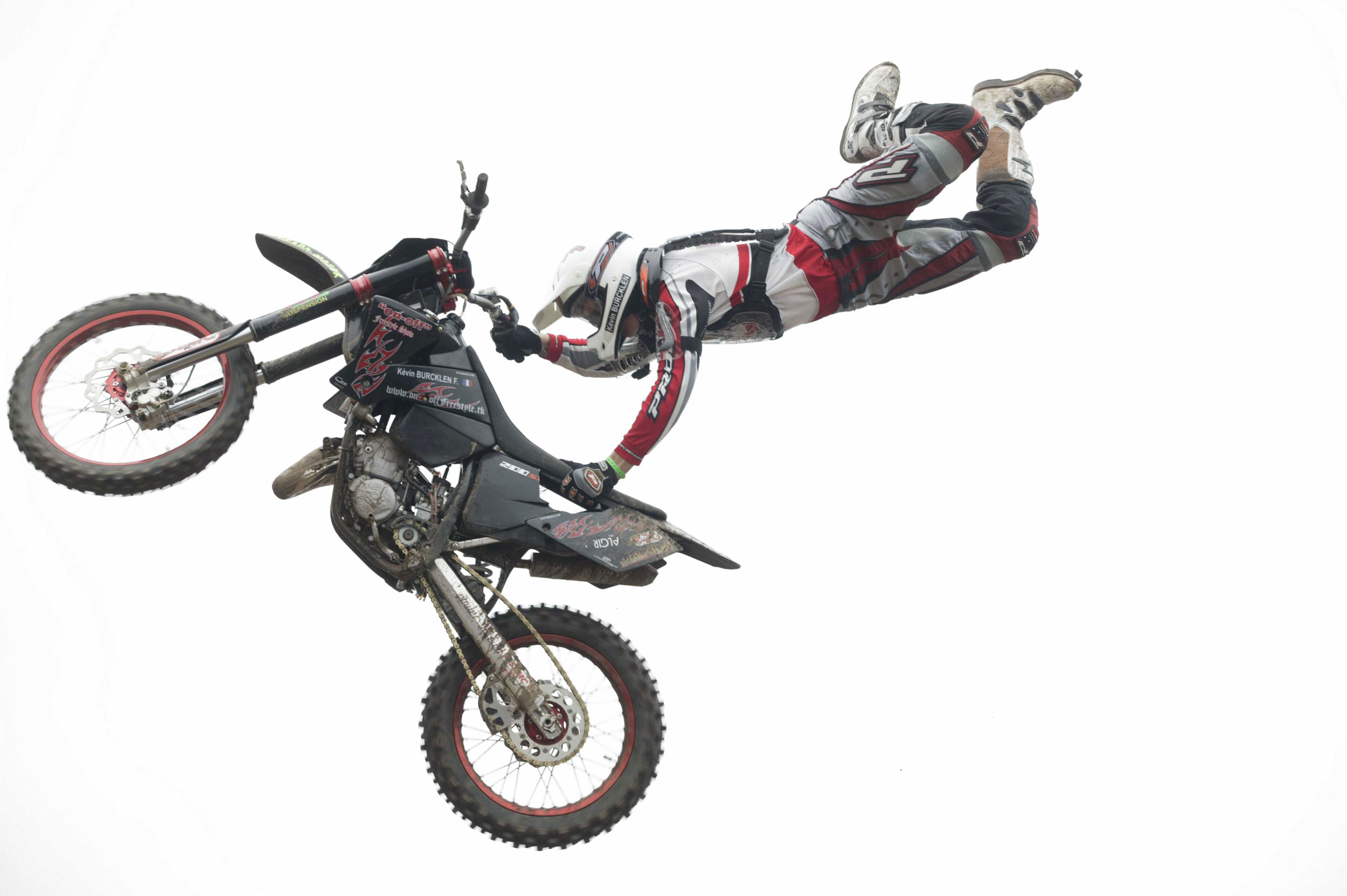
Un freestyler in azione

Il Freestyle Motocross (conosciuto anche come FMX) è una recente variazione del motocross. Questa specialità non si concentra sulla velocità in gara, ma sull'abilità dei piloti nel compiere acrobazie durante i salti. I corridori si esibiscono infatti in salti di 45 metri di lunghezza arrivando ad altezze di circa 18 metri. Le maggiori categorie di questa specialità sono il Big Air e il Freestyle Motocross.

## Big Air
Anche conosciuto come Best Trick, il Big Air è il migliore di tre salti che il pilota esibisce. Il best trick è il salto che ha ottenuto il maggior punteggio dei 3. Il punteggio è dato da dei giudici che possono dare un punteggio dal massimo 100 al minimo 0 a seconda dello stile, della difficoltà e dell'uso dello spazio del salto. Il pilota con il punteggio singolo più alto vince la competizione.

## Freestyle Motocross

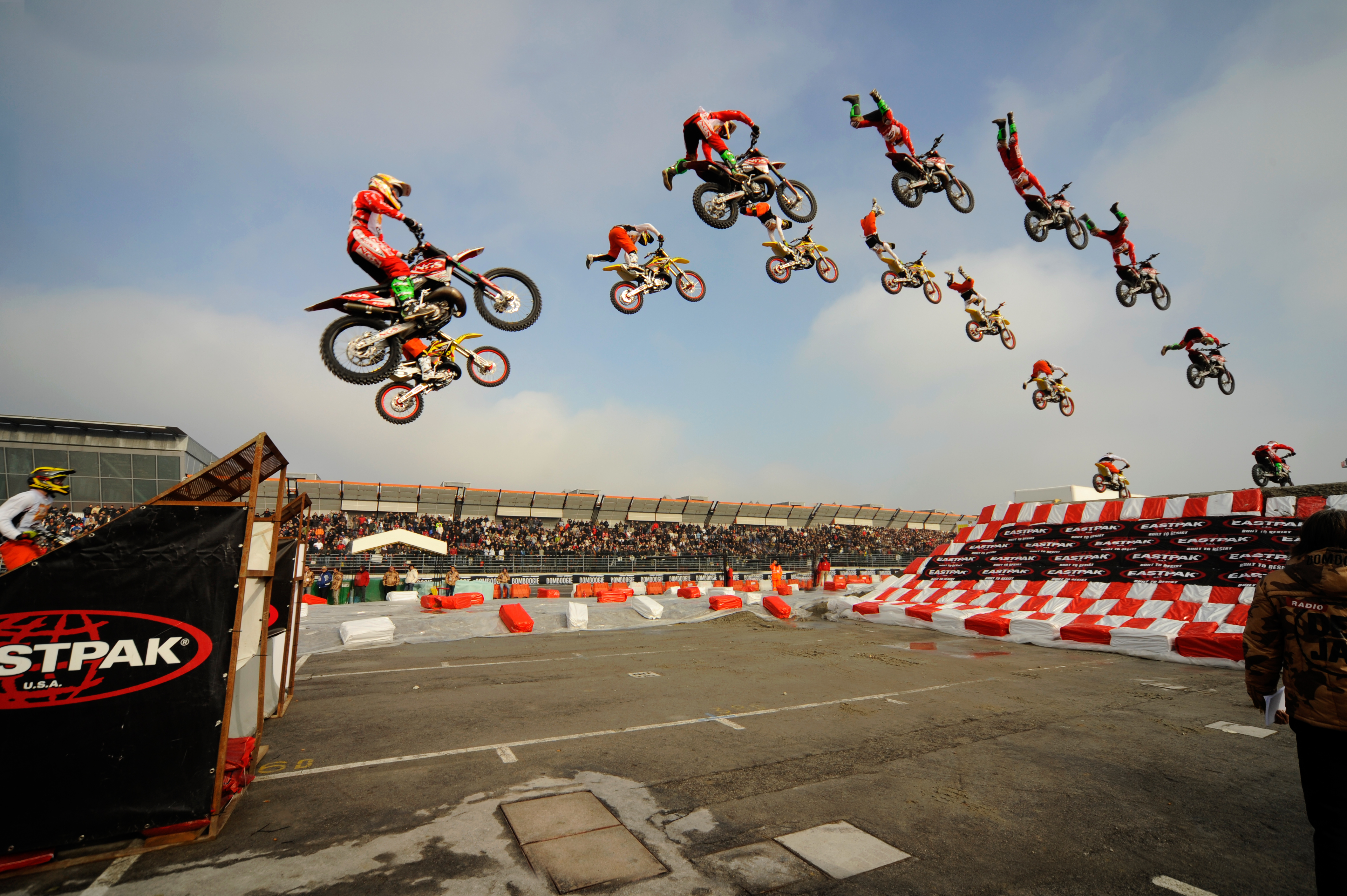
Esibizione di Free Style al Motor Show di Bologna nel 2008

Creato da piloti di supercross americani per caso e per divertimento è finito poi con il diventare un vero e proprio sport. I piloti che praticano questo sport si allenano in continuazione per migliorare la sicurezza in primo luogo del salto e per affinare la tecnica dei loro trick, ovvero i movimenti spettacolari che fanno in aria con la moto. Questo sport si pratica in demo, dimostrazioni per il pubblico, ma anche in vere e proprie gare in cui si confrontano per la bravura dei trick, per lo stile e per la linearità dei salti(ovvero se un salto è pulito o meno).
In gara i piloti hanno a disposizione dai 90 secondi ai 2 minuti per esibire i loro salti. Come nel Big Air, i giudici danno la votazione della sequenza su una scala di 100 punti. La vittoria va al pilota che ha fatto la serie di salti migliore, visto che il punteggio finale è visto in luce di tutti i salti e non del singolo come nell'altra specialità. I principali eventi di questa specialità sono gli X-Games, i Gravity Games, il Dew Action Sports Tour ed il Night of the jump.

## Circuiti
Il circuito è composto generalmente da un minimo di due dune di terra battuta o rampe metalliche a un massimo di 6. I piloti necessitano di grande tecnica, coraggio e concentrazione per esibire tali acrobazie. L'equipaggiamento di un pilota è identico a quello di un pilota di motocross ma sono maggiori le protezioni per l'addome vista l'altezza dei salti. Le moto sono delle classiche moto da cross impostate per sostenere l'atterraggi dal salto e spesso i piloti si fanno aggiungere degli appigli in metallo per rendere più sicura la presa della moto durante il salto.

## Moto Utilizzate
- Generalmente nel freestyle si usano moto con cilindrata non superiore a 250 cm³ 2 tempi, oppure 4 tempi con cilindrate da 250 a 450.

## Acrobazie

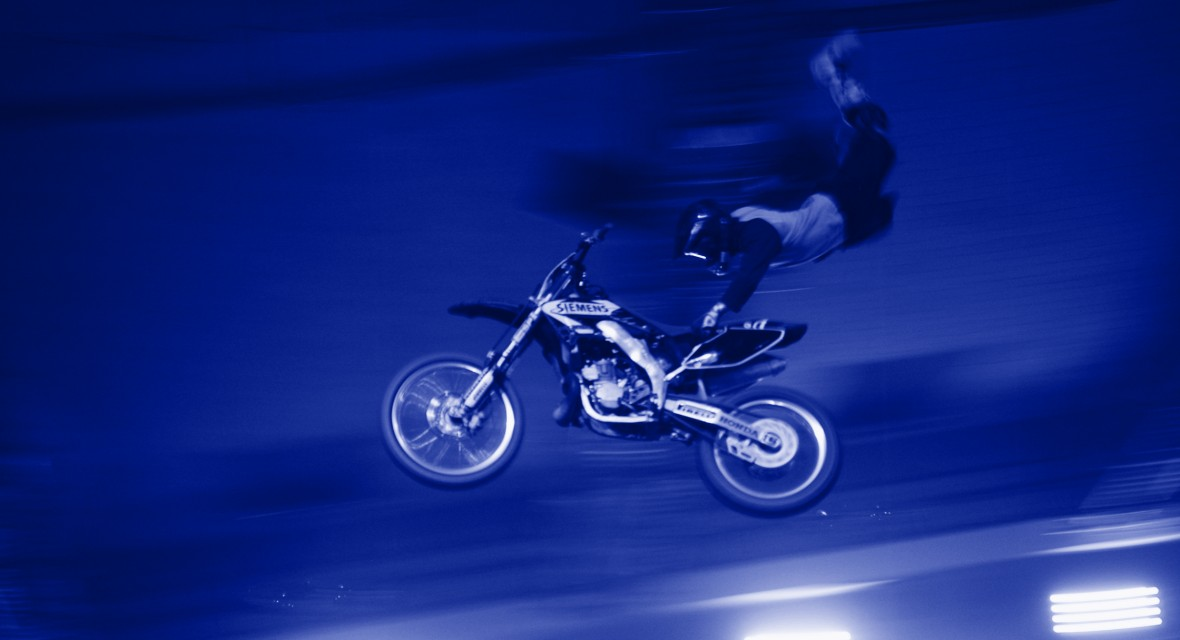
Esecuzione di un Double Grab Hart Attack

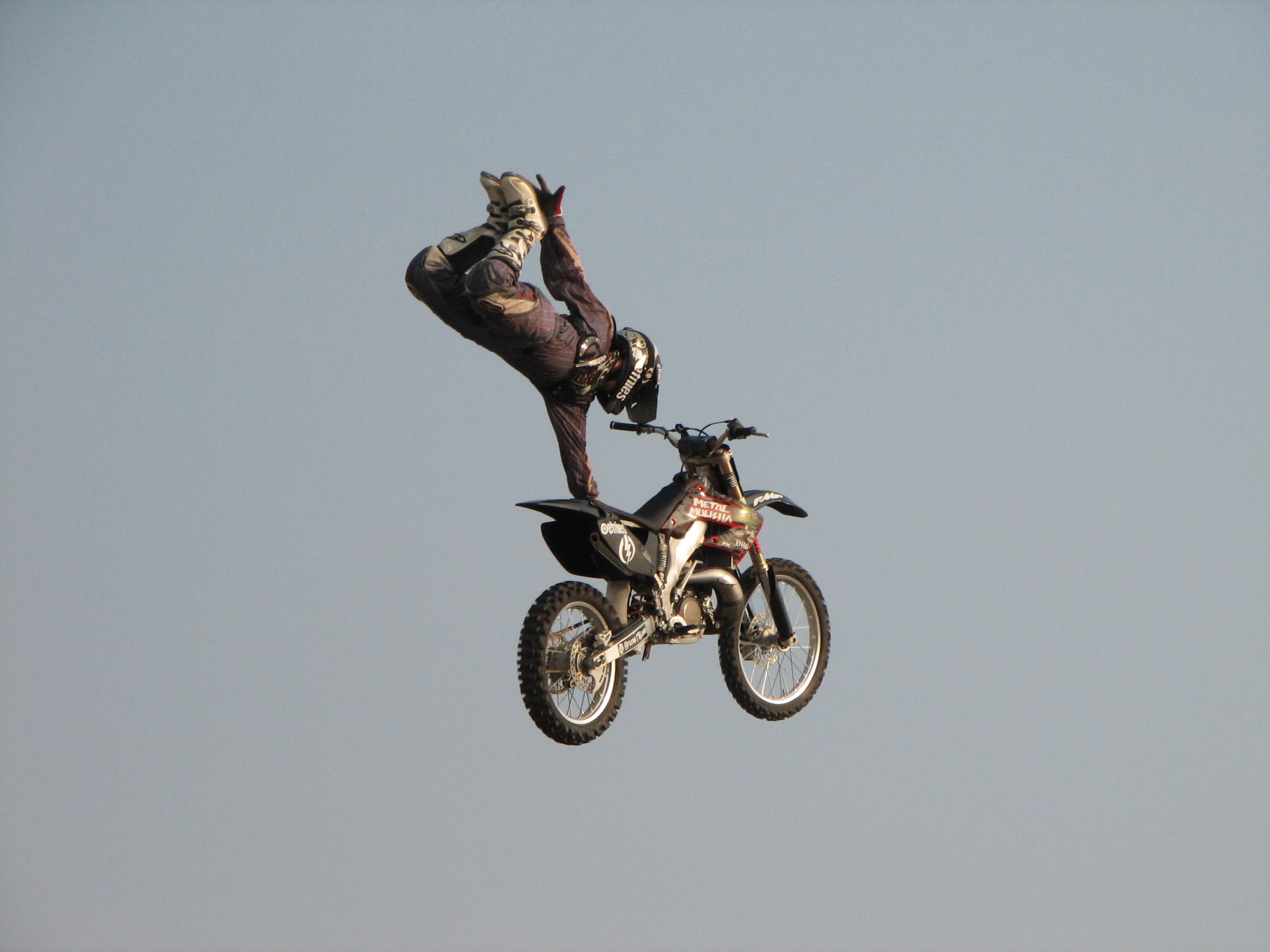
In Taiwan

I più importanti trick del Freestyle motocross sono:
- Il controverso “Backflip” esibito per la prima volta da Carey Hart nel 2000.
  - Backflip Can-Can
  - Backflip Candy mnk**Backflip Cliffhanger
  - Backflip Cordova
  - Backflip Double seatgrab
  - Backflip Heel Clicker
  - Backflip Lazyboy
  - Backflip Nac-Nac
  - Backflip Nac-Nac to Heel Clicker
  - Backflip No Footer
  - Backflip No Hander
  - Backflip No Handed Lander
  - Backflip One Footer
  - Backflip One Hander
  - Backflip One-Handed Nac-Nac
  - Backflip Saran Wrap
  - Backflip Shaolin
  - Backflip Stripper
  - Backflip Superman
  - Backflip Superman Indian Air (chiamato anche Indian Air)
  - Backflip Superman Seat Grab
  - Backflip Superman Seat Grab Indian Air
  - Backflip Whip No-Footer
  - Backflip Whip No-Footer to One-Hander Lander
  - Double Backflip
- Il difficilissimo “Body Varial,” anche chiamato “Carolla” dal suo inventore Chuck Carothers.
- Can-Can
- Cliffhanger
- Coffin
- Dead Body
- Il “Double Backflip” esibito per la prima volta agli X Games 2006 ed inventato da Travis Pastrana. Gli unici ad averlo eseguito, oltre a lui, sono Scott Murray, Cameron Sinclair e Josh Sheehan.
- Double Grab
- Electric Doom o Electric Death inventato da Kyle Loza
- Fender Grab
- Hart Attack
- L'“Heel Clicker” (il pilota porta i piedi sopra il manubrio e mentre è in aria).
- Holy Grab
- Holy Man - (Superman senza mani sulla moto)
- Il “Kiss-of-Death,” dove il pilota bacia il parafango anteriore della moto sporgendo il corpo in avanti mentre è in aria.
- Ladder
- Il “Lazy-Boy”, inventato da Travis Pastrana, è uno dei trick più usati.
- McMetz
- Il complesso “The 360” A.K.A “Mulisha Twist,” giro di 360° con la moto posta in orizzontale in aria.
- L'utilizzatissimo “Nac-Nac,” inventato da Jeremy McGrath.
- No Footer
- No Footed Can
- No Hander
- Nothing
- Rock Solid
- Rodeo Air
- Sidewinder
- Stale Fish (Saran Wrap)
- Suicide Can
- Superman
- Superman Indian Air (Indian Air)
- Superman Seat Grab
- Surfer
- Topside No Footed Can - (conosciuto come switchblade)
- Tsunami
- The Whip
- Frontflip
- Special flip

## Tipi di Atterraggi
- No Hander Lander (senza mani sul manubrio)
- Sterlizer
- Side Saddle Lander

## Famosi Freestyler
- Taka Higashino: medaglia d'oro agli X-games 2013 in Brasile
- Levi Sherwood: Noto agli X-fighters
- Travis Pastrana. Il primo a fare il double backflip. Il più giovane pilota a vincere la medaglia d'oro (14 anni).
- Mike Metzger, chiamato il Godfather. Grande innovatore della specialità. Ha eseguito backflip sopra la fontana del Cesar Palace
- Brian Deegan. Il primo a fare un 360 e il più medagliato di sempre (3 Ori e 7 Bronzi)
- Ronnie Faisst.
- "Mad Mike" Jones. Pilota folle. Il migliore a fare il Kiss Of Death
- Nate Adams. L'unico che è stato capace di battere Travis Pastrana (per ben 3 volte).
- Kyle Loza. Rider californiano molto elegante che agli X Games 2007 ha introdotto un nuovo trick chiamato "the volt" che consiste in un body varial cioè in un giro su se stesso del rider diverso però da quello chiuso da Carothers il quale compiva la rotazione grabbando la sella della moto.
- Jim Mcneil. Il primo a fare il Cordova Backflip.
- Jeff "Ox" Kargola. Il primo a fare il Superman Seat Grab (SSG) Backflip.
- Carey Hart. Il primo pilota a fare un backflip in una gara 250cc.
- Chuck Carothers. Inventore del "Corolla".
- Ailo Gaup. Famoso freestyler Norvegese.
- Kenny Bartram. Il primo a fare il Side Saddle Backflip. È soprannominato "Cowboy" Kenny Bartram.
- Ronnie Renner. Il migliore nell'eseguire i "whips" (ha vinto il Red Bull X-Fighters 2005 a Città del Messico con un whip mostruoso!)
- Adam Jones. Il primo a fare il Cordova Backflip.
- Bob Khol
- Tyler King
- Jeremy "Twitch" Stenberg. Uno dei più giovani freestyler. È nel Guinness World Record per il più alto backflip.
- Colin "Scummy" Morrison
- Blake "Bilko" Williams Il primo a fare il Cliffhanger backflip
- Matt Rebeaud. Emergente freestyler svizzero, molto abile nei backflips
- Scott Murray. Secondo uomo al mondo ad aver eseguito il double backflip a Genova il 24/11/2007.
- Edgar Torronteras. Il primo a fare il Cordova, è stato a lungo il miglior freestyler europeo, a partire dagli anni 90, ricordiamo il suo debutto in Italia al Fast Cross di Arsago Seprio.

## Crew
La maggior parte dei rider citati sopra sono divisi in crew, gruppi di freestyler che si accomunano in stile o semplicemente per simpatie tra loro. Le crew più importanti sono la MetalMulisha (Mike Metzger, Jeremy Stenberg, ecc.) e la NitroCircus (Travis Pastrana, Nate Adams, Kenny Bartram, ecc.). Esistono anche crew italiane, la Daboot, nota a tutti per i loro show all'EICMA di Milano e altri motorshow e la RiotRiders.